# Povodně ve střední Evropě 2013
Povodně ve střední Evropě 2013 následovaly po vydatných srážkách na konci května a začátku června 2013. Zasáhly oblasti České republiky, Maďarska, Německa, Polska, Rakouska, Slovenska a Švýcarska.

## Česko
Po poměrně zataženém a deštivém jaru 2013 byla podstatná část území České republiky nasycena vodou z jarního tání a dešťů. Půda nestačila následný vysoký úhrn srážek pojmout a řeky se rozvodnily. Šlo zejména o toky na jihozápadě a na severovýchodě Čech, v návaznosti na postup vody po Vltavě a Labi také došlo k záplavám ve středních a severních Čechách. Do 3. června si vyžádala již sedm lidských životů, další lidé se pohřešují. V Děčíně Labe kulminovalo 6.6. 2013 ve 4 hodiny ráno a dosáhlo výšky 1071 cm a průtoku 3 910 m³/s.

## Německo
Povodně zasáhly zejména jih a východ Německa – spolkové země Durynsko, Sasko, Sasko-Anhaltsko, Bavorsko a Bádensko-Württembersko.

### Povodí Dunaje
U bavorského Deggendorfu protrhl rozvodněný Dunaj několik hrází a 4. června bylo evakuováno až 4000 lidí. V Řezně Dunaj překonal 130leté maximum (v úterý 4. června krátce po třetí hodině odpoledne hladina dosáhla úroveň 6,82 metru) a zaplavil několik ulic, obyvatelé města však podle radnice ohroženi nebyli. Nejdramatičtější situace byla v bavorském Pasově, jehož centrum bylo zaplaveno soutokem Dunaje a Innu. V pondělí 3. června večer zde hladina Dunaje kulminovala na 12,89 metru a pak začala pozvolna klesat. Absolutní rekord z roku 1501, tedy 13,20 metru, tak veletok v Pasově nepřekonal. V úterý 4. června kolem třetí hodiny odpoledne dosahovala hladina 10,85 metru.

### Povodí Labe
V úterý 4. června s příchodem povodňové vlny ze sousedního Česka rychle stoupala hladina Labe v saských městech – v Pirně rychlostí 10 centimetrů za hodinu. Mimořádně kritická byla situace v Drážďanech – hladina řeky 4. června dosáhla 7,42 metru, očekává se však, že kulminace se přiblíží hodnotě 9,40 metru dosažené při katastrofálních povodních v roce 2002. V drážďanském předměstí Gohlis, které se nachází zhruba deset kilometrů po proudu za Drážďany, přeteklo Labe hráz.
Z přítoků Labe velké ohrožení představovala řeka Sála, kde povodně dosáhly většího rozsahu než při stoleté vodě v roce 2002. Ve městě Halle byla tato povodeň nejhorší za posledních 70 let. Další z přítoků Labe, Mulda, tvrdě zasáhl město Grimma, kde bylo zatopeno historické centrum a dva tisíce lidí musely být evakuovány.

## Rakousko
V Rakousku byla na některých místech dosažena stoletá voda a došlo k překročení rekordních hodnot z roku 2002. V zemích Vorarlbersko, Tyrolsko, Salcbursko, Horní Rakousy a Dolní Rakousy bylo mnoho obcí pod vodou. V Salcburku kulminovala řeka Salzach 3. června krátce po poledni na úrovni 8,51 m. Dunaj na území Rakouska kulminoval postupně od 4. června do 6. června – v Melku dosáhla hladina 4. června v poledne úrovně 14,5 m a voda se přelila přes postavené bariéry, ve Vídni hladina veletoku v noci z 5. na 6. června o 4 cm překonala rekordních 7,89 metru z roku 2002, zatopeny byly vídeňské přístavy Lobau a Albern a restaurační zařízení v záplavové oblasti Nového Dunaje.

## Slovensko
V Bratislavě překonala hladina Dunaje jedenáct let starý rekord - 9,91 metru - již 5. června. Ke kulminaci na úrovni 10,34 m došlo 6. června odpoledne. V noci na 7. června začala hladina klesat – kolem půlnoci ukazoval vodočet údaj o 7 cm nižší, ve 3:00 hodiny o 11 cm nižší. Nejvíce byla náporu vody vystavena městská část Devín u soutoku Dunaje a Moravy, která po zatopení přístupových silnic zůstala odříznuta od zbytku Bratislavy, dvě desítky obyvatel z nejohroženějších části Devína byly evakuovány.

## Švýcarsko
I ve Švýcarsku byly záplavy a sesuvy půdy, ale menšího rozsahu.